# ليلى كيدروفا
ليلى كيدروفا (بالفرنسية: Lila Kedrova )‏ (و. 1918 – 2000 م) هي ممثلة مسرحية، وممثلة أفلام فرنسية، ولدت في سانت بطرسبرغ، توفيت في سو ساينت ماري، عن عمر يناهز 82 عاماً، بسبب ذات الرئة، ومرض آلزهايمر.

## جوائز وترشيحات
حصلت على جوائز منها:
- جائزة الأوسكار لأفضل ممثلة مساعدة، عن عمل: زوربا اليوناني.

ترشحت لـ:
- جائزة الأوسكار لأفضل ممثلة مساعدة، عن عمل: زوربا اليوناني.

## وصلات خارجية
- ليلى كيدروفا على موقع IMDb (الإنجليزية)
- ليلى كيدروفا على موقع روتن توميتوز (الإنجليزية)
- ليلى كيدروفا على موقع ألو سيني (الفرنسية)
- ليلى كيدروفا على موقع ميوزك برينز (الإنجليزية)
- ليلى كيدروفا على موقع أول موفي (الإنجليزية)
- ليلى كيدروفا على موقع قاعدة بيانات برودواي على الإنترنت (الإنجليزية)
- ليلى كيدروفا على موقع قاعدة بيانات الأفلام السويدية (السويدية)
- ليلى كيدروفا على موقع إن إن دي بي (الإنجليزية)
- ليلى كيدروفا على موقع ديسكوغز (الإنجليزية)
- ليلى كيدروفا على موقع قاعدة بيانات الفيلم (الإنجليزية)